# Ögat (Stora Lundby socken, Västergötland)
Ögat är en sjö i Lerums kommun i Västergötland och ingår i Göta älvs huvudavrinningsområde. Sjön är 2 meter djup, har en yta på 0,003 kvadratkilometer och befinner sig 110 meter över havet.